# Simplex (farmacie)
Een simplex is in de farmacie de naam voor een ongemengde grondstof afkomstig van een enkele bron, zoals varkensreuzel, gemalen bladeren van geneeskrachtige planten, zuivere geneesmiddelen, etc. Simplex is vaak een kwalificatie van een zalf. In de magistrale receptuur werd uit een aantal simplicia een geneesmiddel bereid.